# Maxime Collin
Maxime Collin (* 6. Dezember 1979 in Montreal, Québec) ist ein kanadischer Schauspieler, der durch mehrere Kinderrollen bekannt wurde.
Mit zehn Jahren trat Collin erstmals in einer Fernsehserie auf und spielte auch in Filmen mit. Seinen größten Erfolg hatte er 1992 in der Hauptrolle des Léolo im gleichnamigen Film. Das Werk von Regisseur Jean-Claude Lauzon wurde mehrfach ausgezeichnet. Ein weiterer Erfolg war Matusalem, wo er zu einer Gruppe Jugendlicher gehörte, die einem Piraten hinterherjagen. Mit 17 Jahren spielte er auch 1997 in der Fortsetzung dieses Films mit. Es war eine seiner letzten Schauspielrollen.

## Filmografie
Filme:
- 1990: Dr. Petiot (Docteur Petiot)
- 1992: Coup de chance
- 1992: Léolo
- 1992: Die Schrubber-Gang (Tirelire Combines & Cie)
- 1992: La Fenêtre
- 1993: Matusalem – Der Fluch des Piraten (Matusalem)
- 1993: Les marchands du silence
- 1994: La vie de René Lévesque
- 1994: Craque la vie!
- 1997: Matusalem II – Der Letzte der Beauchesne (Matusalem II: Le dernier des Beauchesne)

Fernsehserien:
- 1989: CT’Yvon
- 1990–1994: Le club des 100 watts
- 1994: Le corbeau (Miniserie)
- 1993–1996: Zap
- 1996–1997: Ent’Cadieux